# El hijo pródigo (Ponchielli)
El hijo pródigo (título original en italiano, Il figliuol prodigo) es una ópera en cuatro actos con música de Amilcare Ponchielli y libreto de Angelo Zanardini, inspirado en la destacada Parábola del hijo pródigo recogida en el Evangelio según San Lucas. Se estrenó en el Teatro alla Scala de Milán el 26 de diciembre de 1880, por voluntad del editor Ricordi. 
En el año 2008 se produo una grabación integral de la ópera por el sello discográfico Bongiovanni, dirigida por Silvano Frontalini.